# Sukova studijní knihovna literatury pro mládež
Sukova studijní knihovna literatury pro mládež, která je součástí Pedagogické knihovny J. A. Komenského, je největší relativně úplnou sbírkou literatury pro děti a mládež, vydávané na území naší republiky od konce 18. století po současnost. Vedle dětské literatury v češtině (do roku 1992 i ve slovenštině) jsou v knihovně také české časopisy pro děti a mládež a výběrově česká a zahraniční teoretická literatura tohoto oboru.
Zakladatelem Sukovy studijní knihovny literatury pro mládež (původně Knihovny českých spisů pro mládež) byl Václav František Suk (1883–1934), středoškolský profesor, spisovatel a literární kritik v oboru dětské literatury, redaktor Úhoru, překladatel z francouzštiny, jeden ze zakládajících členů Společnosti přátel literatury pro mládež. Jeho syn ing. Dr. Cyril Suk byl projektantem železnic, vnuk ing. Cyril Suk, CSc. stavebním inženýrem a v letech 1980–1990 předsedou Československého tenisového svazu a pravnuci Helena Suková a Cyril Suk reprezentantovali ČSSR a ČR v tenise.
Od roku 2016 knihovna sídlí na adrese Jeruzalémská 12, Praha 1, na rohu ulice Opletalovy, spolu s Pedagogickou knihovnou JAK. Své služby poskytuje od pondělí do pátku a od 9 do 16 hodin všem, kdo se profesně literaturou pro děti a mládež zabývají. Knihy se půjčují pouze prezenčně.